# Franziskanerkloster, Flensburg

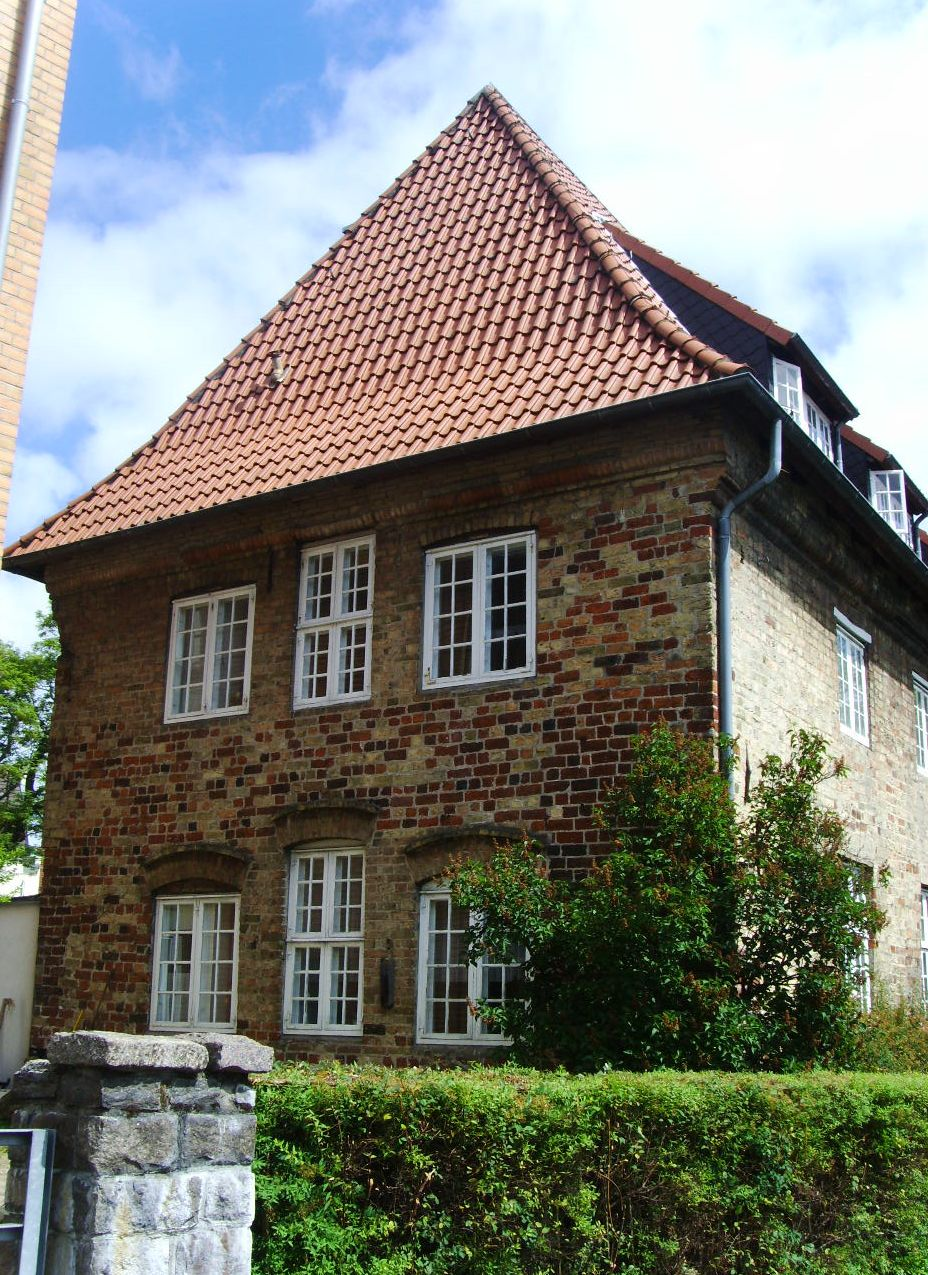
Det forna franciskankonventet i Flensburg.

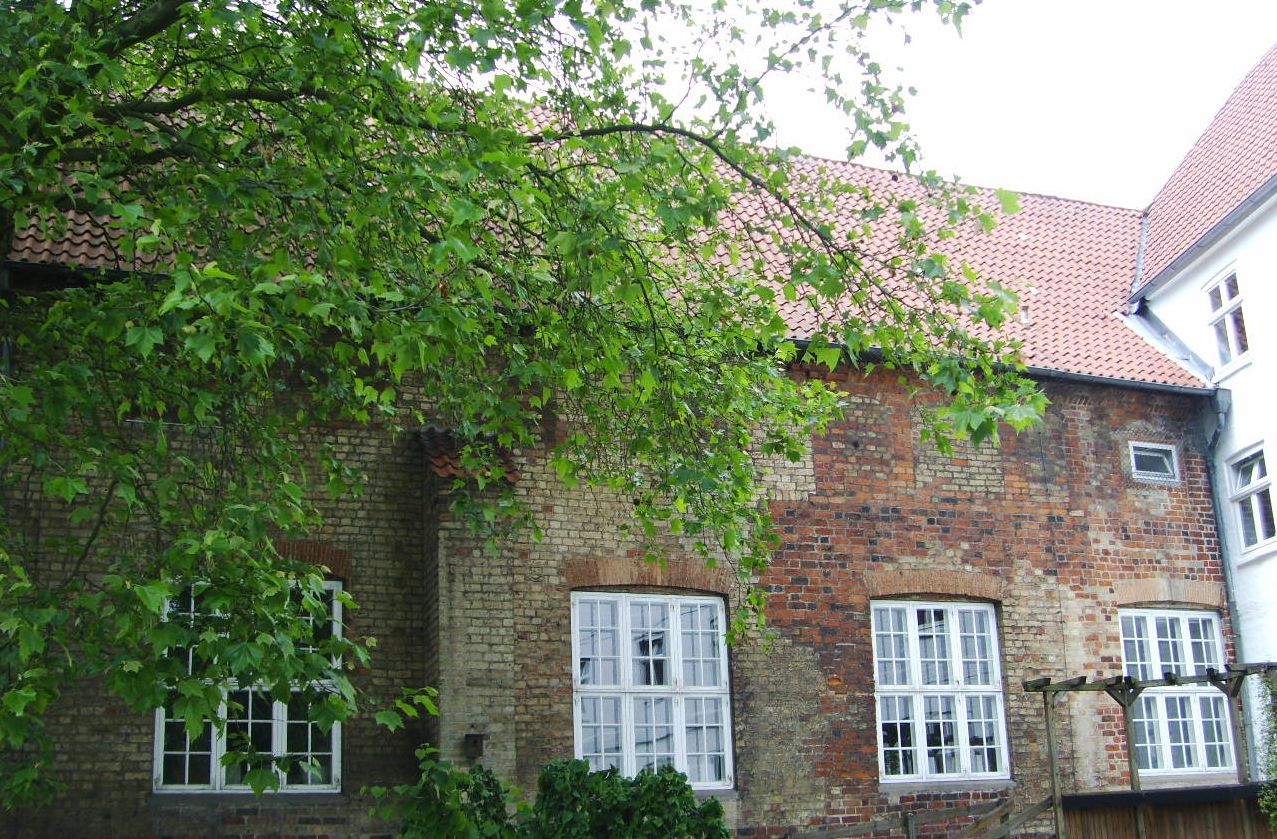
Två av flyglarna från konventstiden återstår. Konventskyrkan nedrevs redan 1580.

Franziskanerkloster, Flensburg (da: Gråbrødrekloster, Flensborg) var ett konvent i Flensburg. Det upprättades omkring 1232 (eventuellt på grunden av ett äldre kapell) och tillhörde franciskanorden, vars konventsbröder i dagligt tal gick under namnet gråbröder. Traditionen berättar att det är det den jyska fogden Johann Hvitting, som stiftade konventet 1263, men det är omnämnt i de skriftliga källorna redan 1238. Konventet låg i provinsen Dacia och var vigd till den heliga Katarina av Alexandria och kallades därför också Sankta Katarina Kloster. I folkmun kallades konventet ofta bara Flensburgs kloster. År 1269 hölls Dacias ordenskapitel i Flensburg.
Det fyrflygade konventet låg på medeltiden närmast på en ö i kvarnån lite söder om Südermarkt (da: Søndertorv). Sydflygeln och östflygeln kvarstår ännu. Konventskyrkan nedrevs 1580. De danska ortnamnen Gadenavnene Munketoft och Klostergang i Flensburg påminner ännu om konventsbrödernas göromål i staden.
På 1200-talet upprättade konventsbröderna hospitalet Hospitals zum Heiligen Geist (da: Helligåndshospital) och utanför staden leprahospitalet Heiliger Georg (da: Sankt Jørgen) i nuvarande Jürgensby (da: Jørgensby). Under konflikten mellan danskarna och de holsteinska grevarna i början av 1400-talet tog konventet den danska kronans parti. I de inom franscikanorden hållna interna regelstriderna segrade observanterna mot konventualerna 1496.
Under reformationen 1528 blev konventet upplöst. År 1530 överlämnade den lutherska Fredrik I konventsbyggnaderna till Flensburgs stad. Idag är de kvarvarande byggnaderna inrättade till ett vårdhem.
I den bevarade kyrksalen i östflygeln hänger målningar föreställande de danska kungarna Fredrik IV, Fredrik V och Kristian VII. Predikstolen är från 1639, altartavlan är från 1651 och krucifixet i korbågen är från 1716.